# 金昌奉
金 昌奉（キム・チャンボン、김창봉、1919年- ?）は、朝鮮民主主義人民共和国（北朝鮮）の軍人、政治家。金日成が率いる朝鮮労働党の主流派である満州派に属していた。朝鮮人民軍大将。金昌鳳とも表記される。金昌徳は実兄ともいう。

## 経歴
1919年、咸鏡北道慶源郡に生まれる。東北抗日聯軍第1路軍第5師で活動。安吉の指揮下でパルチザン活動を行った。日本軍の討伐を逃れてソ連領に入る。ソ連軍偵察部隊の要員として活動。第二次世界大戦後に姜健の引率で朴洛権や崔光など30人余と共に延吉に到着。
1946年に姜健らと共に帰国。鉄道警備隊創設要員となり、鉄道警備隊の創設が一定の軌道に乗ると、38度線警備保安隊を担当した。同年、38度線警備保安隊大隊長。同年12月、保安幹部訓練所第3所第3分所長（第3大隊長）。後に保安幹部訓練所第3所は歩兵独立旅団となるが、1947年8月14日まで第3大隊長として勤務した。朝鮮戦争開戦時は第3師団第7連隊長（大佐）。1950年10月、第19師団長。1950年12月、第12師団長。1951年4月、第8軍団長。1953年7月、少将に進級して第7軍団長。
1956年半ばから1958年9月まで、ソ連軍事アカデミーに留学。1956年4月の朝鮮労働党第3回党大会において党政治委員会委員候補に選出。1959年7月から朝鮮人民軍総参謀長を務める。1961年9月の朝鮮労働党第4回党大会において党政治委員会委員に選出。
1962年10月、民族保衛相（国防大臣）に就任。1966年10月12日の第2回党代表者会において党政治委員会委員に選出。しかし、1969年には「国庫を浪費して最先端の武器ばかり購入しようとした」「労農赤衛隊を無視した」と批判され、失脚した。